# The Last Days of American Crime
The Last Days of American Crime è un film del 2020 diretto da Olivier Megaton.
Pellicola statunitense con sceneggiatura scritta da Karl Gajdusek, basata sull'omonimo romanzo grafico di Rick Remender e Greg Tocchini del 2009. Ha come protagonisti Édgar Ramírez, Anna Brewster, Michael Pitt e Sharlto Copley.
Il film è uscito su Netflix il 5 giugno 2020. Sin dagli inizi la pellicola ha ricevuto recensioni negative dalla critica, che ha anche notato la sfortunata coincidenza dell'uscita del film con le proteste di George Floyd, a causa del suo contenuto violento e della brutalità della polizia rappresentata.

## Trama
Un gruppo di criminali propone ad un ladro di rubare 30 milioni e di fuggire in Canada. Il ladro, riluttante e scettico, accetta il piano. La polizia viene sostituita dall'API, un dispositivo che nel cervello di tutti i criminali, impedisce di fare delle azioni criminali. Il ladro e la banda fanno di tutto per liberare l'API.

## Produzione
Il 27 luglio 2018, è stato annunciato che Édgar Ramírez avrebbe recitato nei panni dell'esperto criminale Graham Bricke nell'adattamento cinematografico thriller del fumetto The Last Days of American Crime di Rick Remender, diretto da Olivier Megaton. Il film è prodotto da Jesse Berger attraverso Radical Studios, Jason Michael Berman attraverso Mandalay Pictures e Barry Levine e Kevin Turen. Nell'ottobre 2018, Anna Brewster, Michael Pitt e Sharlto Copley si sono uniti al cast del film.
Le riprese principali del film sono iniziate il 6 novembre 2018. Le riprese si sono svolte a Città del Capo e Johannesburg.

## Accoglienza
Sul sito di recensioni Rotten Tomatoes il film ha conseguito un indice di gradimento pari al 0%, basato su 43 recensioni ufficiali, con una valutazione media di 2,01 su 10. Su Metacritic al film è stato assegnato un punteggio medio ponderato di 18 su 100, basato su otto critici, indicando "recensioni generalmente sfavorevoli".